# Agni (Rakete)
| Basisdaten        | Basisdaten |
| ----------------- | --- |
| Land              | Indien |
| ind. Bezeichnung  | Agni |
| Alternative Namen | |
| Klasse            | Mittelstreckenrakete / Interkontinentalrakete                                                                            |
| Nutzlast          | |
| Gefechtskopf      | nuklear 15–200 kT oder andere                                                                                            |
| Länge             | 15 m (Agni-I) 21 m (Agni-II) 17 m (Agni-III) 17,5 m (Agni-V)                                                             |
| Durchmesser       | 1,0 m (Agni-I, Agni-II) 2,0 m (Agni-III, Agni V) 1,1 m (Agni VI)                                                         |
| Startgewicht      | 12.000 kg (Agni-I) 16.000 kg (Agni-II) 48.000 kg (Agni-III) 49.000 kg (Agni-V) 55.000 kg (Agni VI)                       |
| Antrieb           | einstufig (Agni-I) 2,5-Stufen (Agni-II) zweistufig (Agni-III)                                                            |
| Reichweite        | 700–1.200 km (Agni-I) 2.000–3.500 km (Agni-II) 3.500–5.000 km (Agni-III) 7000–8000 km (Agni-V) 8.000–10.000 km (Agni VI) |
| im Dienst         | 2006 Testphase |

Agni ist eine Reihe von indischen ballistischen Mittelstreckenraketen / Interkontinentalraketen (Agni-V und Agni-VI). Agni ist Sanskrit/Hindi und steht für das Feuer als eines der Naturelemente.
Die Agni-Raketen bilden die zweite Generation indischer ballistischer Raketen. Im Unterschied zur ersten Generation (Prithvi), verfügen sie über Feststoffantrieb. Im Laufe der Zeit wurden verschiedene Systeme entwickelt. Alle diese Raketen können mit nuklearen Sprengköpfen bestückt werden (siehe Kernenergie in Indien). Den Hauptanteil an der Entwicklung trägt die indische Defence Research and Development Organisation.

## Agni-I
Die Rakete Agni I wurde zuerst 1989 getestet. Sie hat eine Reichweite von 700–1.300 km.

## Agni-II
1999 folgte Agni II mit einer Reichweite von 2.000–2.500 km.

## Agni-III

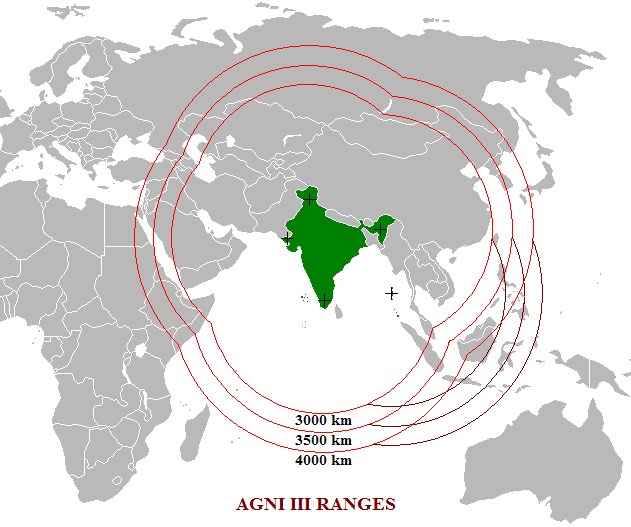
Reichweite der Agni-III

Die Reichweite von Agni III beträgt 3.000–5.000 km (Mittelstreckenrakete) und umfasst damit Metropolen in China, darunter Peking und Shanghai. Die Agni III besitzt ein zweistufiges Feststofftriebwerk (HTPB/AP/AI) und kann im Gegensatz von landgestützten Startrampen wie den mobilen Raketenstartrampen 8 × 8 Tatra TELAR oder mobilen Schienenstartrampen gestartet werden. Die Lenkung erfolgt über ein Trägheitsnavigationssystem und ein zusätzliches GPS.
Indien testete die Agni III erstmals im Juli 2006. Der indische Verteidigungsminister George Fernandes hatte schon im Jahr 2003 Tests als überfällig bezeichnet und für das gleiche Jahr Tests angekündigt.

## Agni-IV
Agni-IV wurde zum ersten Mal am 15. November 2011 getestet. Es hat eine Reichweite von 4000 km, 20 m Länge, 17000 kg Masse. Die Lenkung verwendet sehr präzise Laserkreisel. Die Nutzlast ist nuklear, konventionell oder eine Aerosolbombe.
Die Agni-IV war die erste Rakete des Agni-Projektes, die unter der Verantwortung der heutigen (2018) Generaldirektorin der Raumfahrtabteilung der DRDO Tessy Thomas entwickelt wurde.

## Agni-V
Im April 2012 kam es zum erfolgreichen Erstflug der Agni V Interkontinentalrakete. Pakistan testete eine Woche später eine atomwaffenfähige Mittelstreckenrakete mit vergrößerter Reichweite namens Shaheen-I.
Die Agni-V ist einsatzbereit. Sie kann 3–6 (getestet) MIRVs tragen.

## Agni-P
Agni-P (Agni-Prime) wird die Agni-I ersetzen. Sie wurde zum ersten Mal 2021 getestet und hat eine Reichweite von 1000–2000 km.

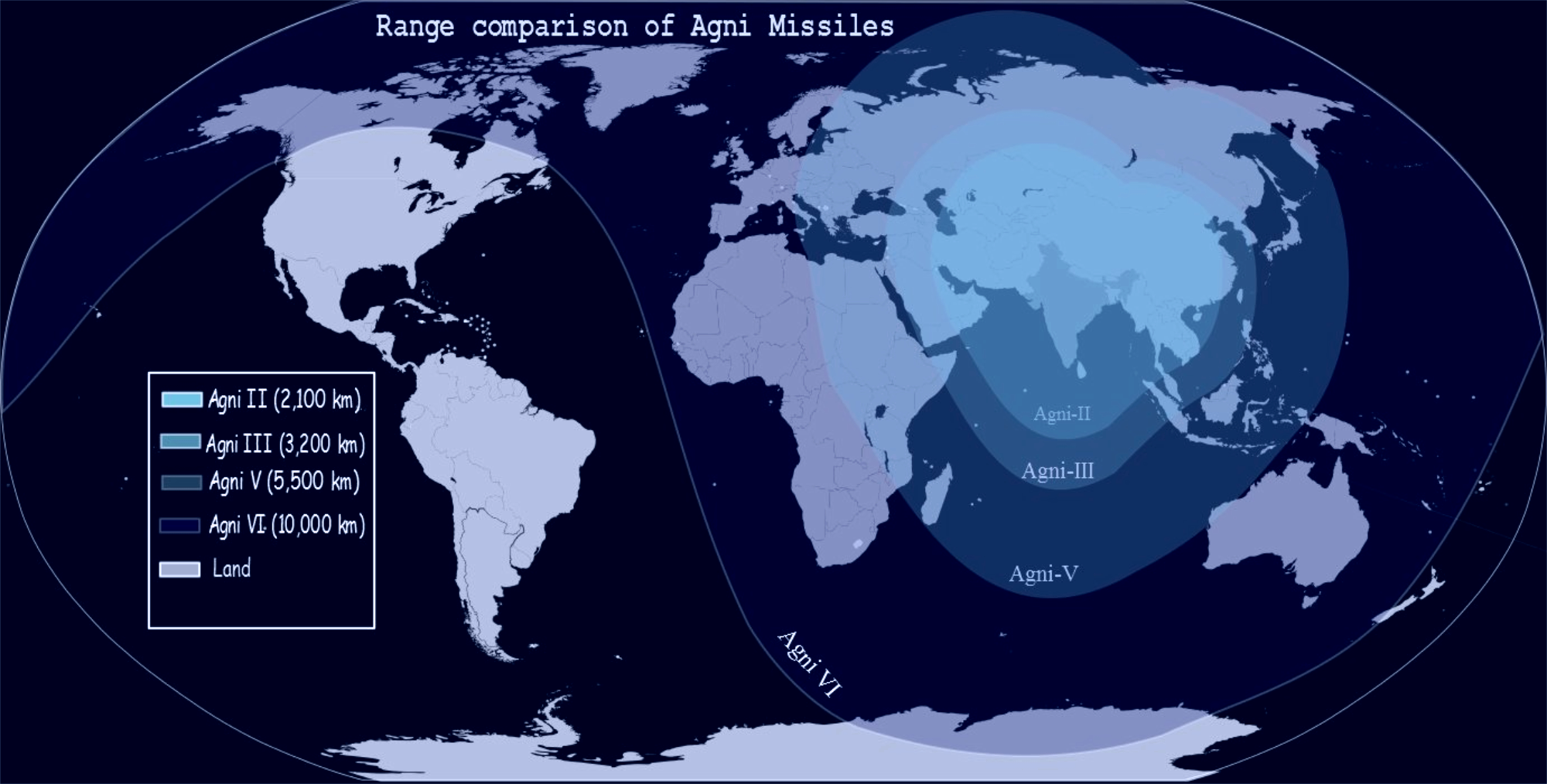
Reichweiten

## Galerie

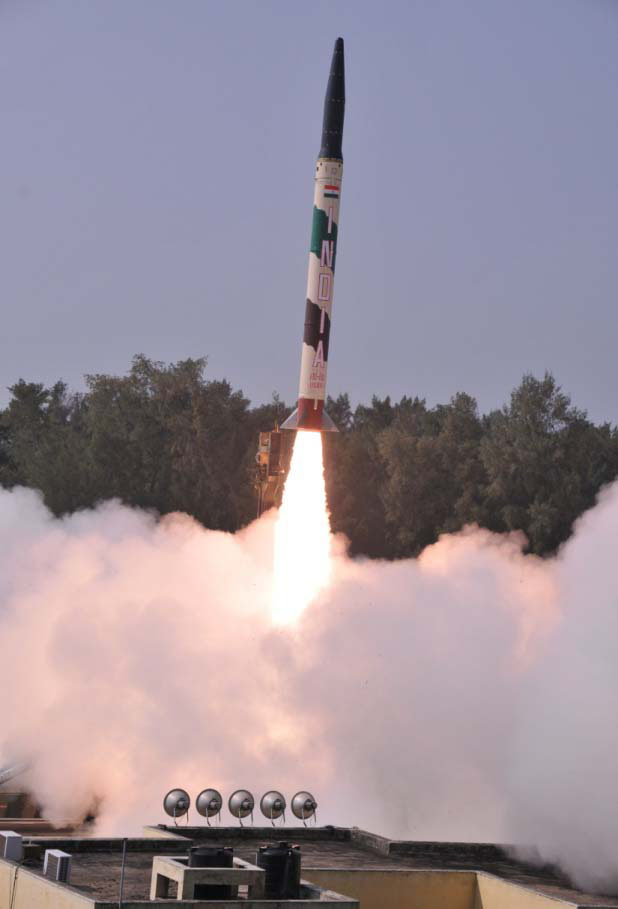
Agni-I
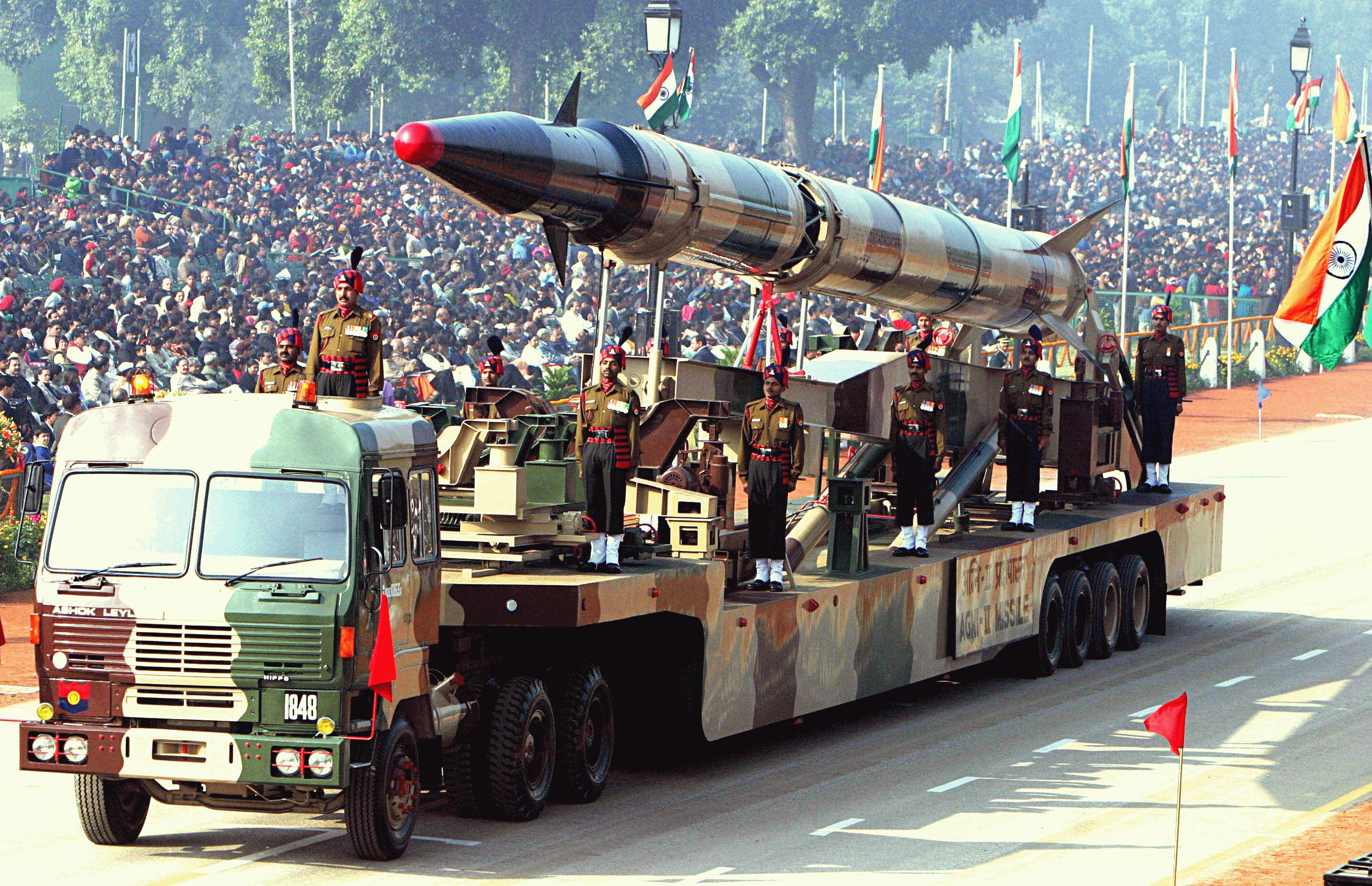
Agni-II
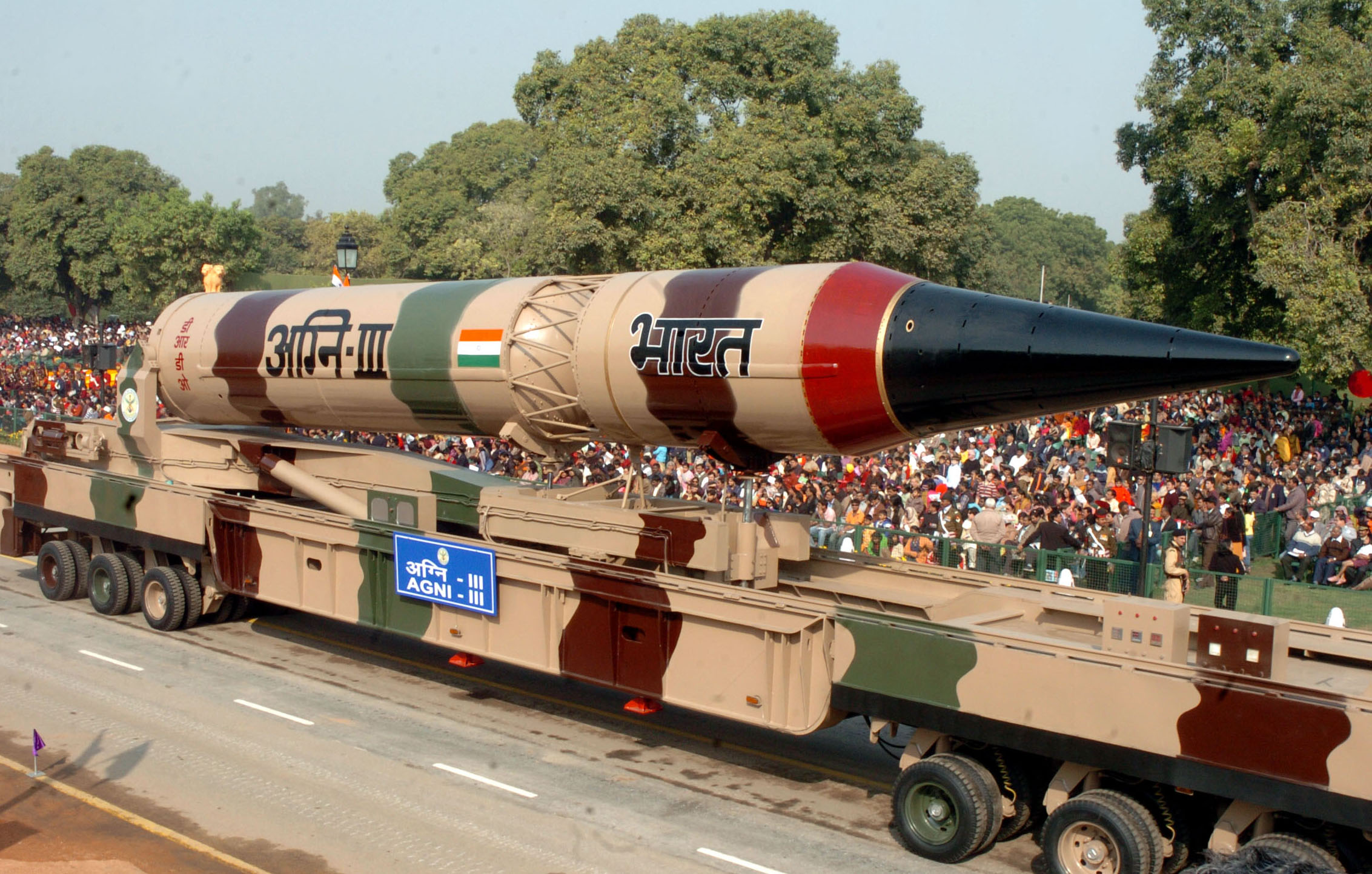
Agni-III
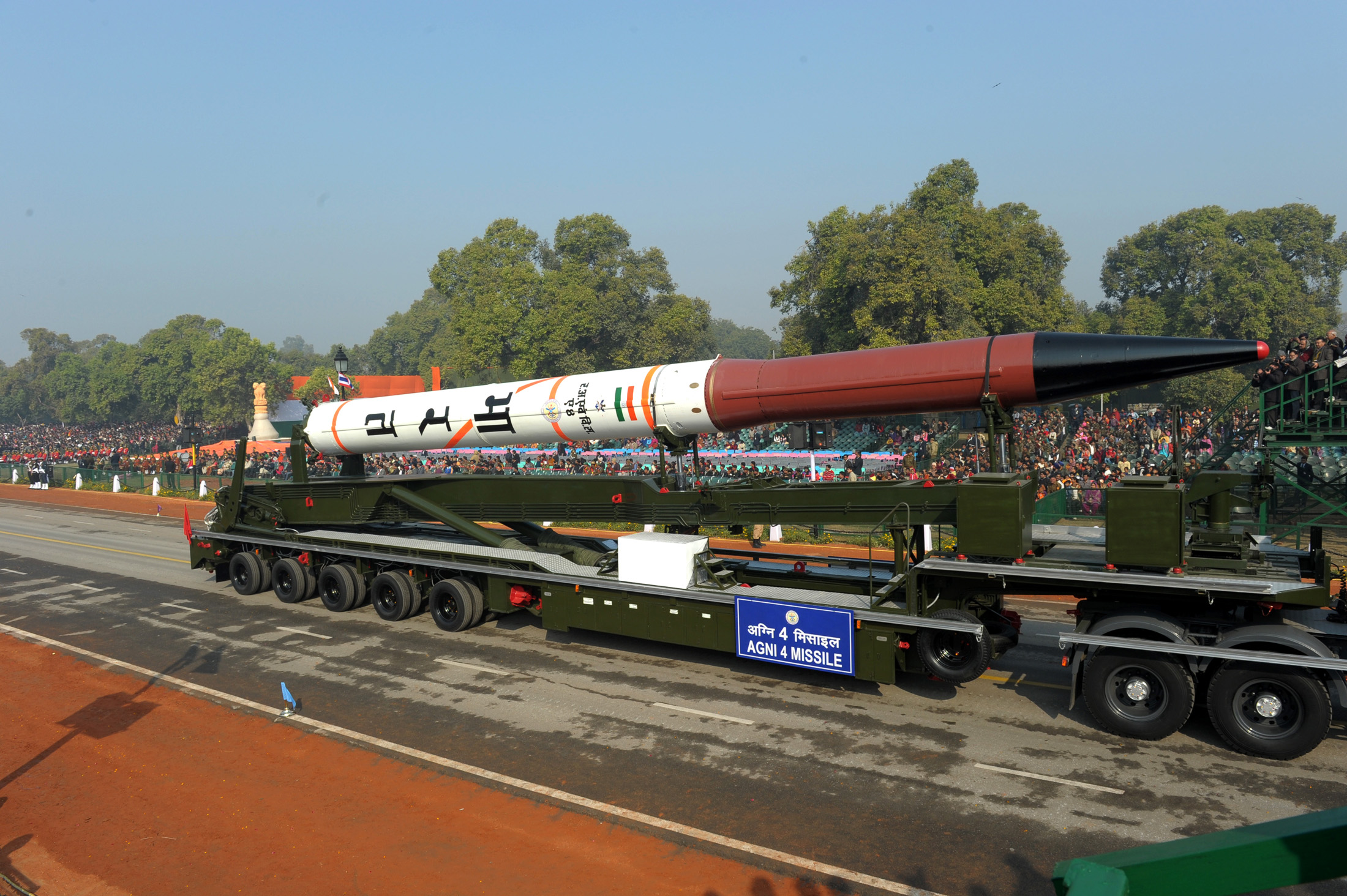
Agni-IV
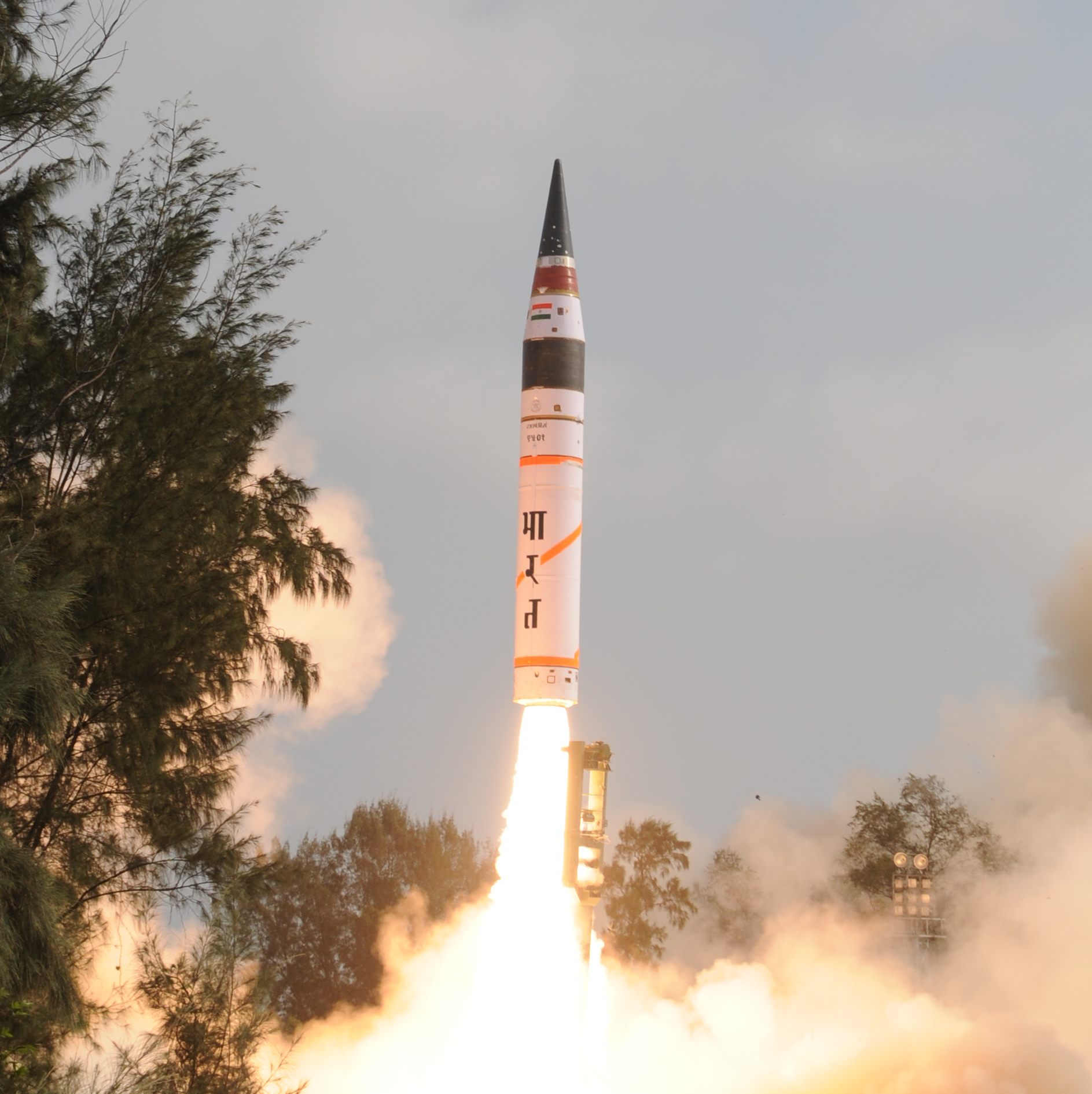
Agni-V
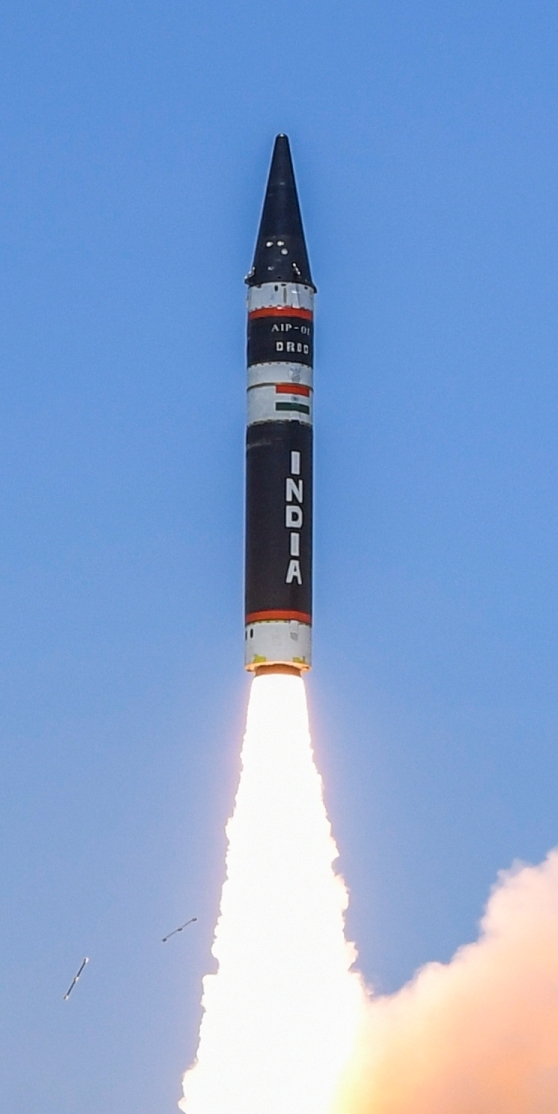
Agni-P